# 乙酸钆
乙酸钆是镧系金属钆和乙酸形成的盐，化学式为Gd(CH3COO)3，是可溶于水的无色晶体，可以形成水合物。其四水合物具有基态铁磁性。

## 制备
乙酸钆的四水合物可由氧化钆和乙酸反应，从水溶液中结晶得到：
Gd2O3 + 6 HAc + 5 H2O → [(GdAc3(H2O)2)2]·4H2O

## 性质
乙酸钆和乙酰丙酮在三乙胺的存在下在甲醇溶液中回流反应，可以得到配合物[Gd4(CH3COO)4(acac)8(H2O)4]。